# Шаумяни
Шаумяни (груз. შაუმიანი; до 1925 года — Шулаверы) — село в Марнеульском муниципалитете края Квемо-Картли Грузии. Расположено в 10 км от железнодорожной станции Шулавери.
С 1932 года до 1 января 2014 года имело статус посёлка городского типа.

## История
Посетивший регион в XVIII веке путешественник Иоган Гюльденштедт упоминает чисто армянское селение Шулаверы (Чулавред), которое состояло из 100 домов
В Шулаверах жил сын Ираклия II — царевич Александр, пока в июне 1800 года он не откочевал к турецкой границе, уйдя в Карс; за ним последовали несколько десятков грузин и татар. В 1852 году в селе Большие Шулаверы Борчалинской дистанции крестьянам объявили «высочайшую волю» о «всемилостивейшем пожаловании шулаверским меликам Калантаровым и Саркисовым земель сел. Шулаверы», в ответ на что началось крестьянское волнение. 
19 декабря 1918 года во время Армяно-грузинской войны село было взято армянскими частями, но 29 декабря село перешло под контроль грузинских войск. 15 февраля 1921 года в селе был создан Грузинский ревком, который обратился к РСФСР с просьбой о военной помощи. На следующий день части 11-й Красной Армии перешли армяно-грузинскую границу и заняли Шулаверы, где 18 февраля Грузинский ревком провозгласил Грузию Советской Социалистической республикой. В 1925 году населённый пункт был переименован в Шаумяни в честь бакинского комиссара армянина Степана Шаумяна.

## Население
В 1880 году село стало административным центром Борчалинского уезда Тифлисской губернии. По данным ЭСБЕ в конце XIX века в Шулаверы проживало 3 297 чел., состоящие из армян и азербайджанских татар (азербайджанцев).
По данным первой всеобщей переписи населения 1897 года население население Шулаверы составляло 4 553 чел. (грамотных — 801 чел. или 17,6 %), из которых:
- Армяне — 4 045 (88,84 %),
- славяне (в основном русские, а также украинцы и белорусы) — 155 (3,4 %),
- Азербайджанцы[Комм. 1] — 132 (2,90 %),
- Грузины — 94 (2,06 %),
- Евреи — 72 (1,58 %),
- Аварцы и др. лезгин. народности — 23 (0,51 %),
- Греки — 14 (0,31 %),
- Курды — 9 (0,20 %),
- Осетины — 3 (0,07 %),
- Поляки — 3 (0,07 %),
- Персы — 3 (0,07 %).

## Известные уроженцы
- Арази — армянский советский писатель.
- Маркарян, Маро Егишевна — армянская советская поэтесса.
- Маркарян, Вениамин Егишевич — армянский советский астроном.
- Мелик-Пашаев, Александр Шамильевич — дирижёр.
- Миракян, Ваан Агабекович – армянский советский поэт и драматург.
- Меграбян Андраник — врач-психиатр, академик АН Арм ССР.